# التنقيب عن النفط في القطب الشمالي
التنقيب عن النفط في القطب الشمالي يُعد تحديًا تقنيًا صعبًا للغاية. ومع ذلك، أتاحت التطورات التكنولوجية الحديثة وارتفاع أسعار النفط نسبيًا إجراء عملية التنقيب. نتيجة لذلك، حظيت المنطقة باهتمام كبير بسبب صناعة النفط.
انخفض الاهتمام التجاري بالتنقيب عن النفط في القطب الشمالي منذ بداية وفرة النفط خلال العقد الثاني من القرن الحادي والعشرين في عام 2014.

## نظرة عامة
تتكون منطقة القطب الشمالي من 19 حوضًا جيولوجيًا. شهدت بعض هذه الأحواض تنقيبًا عن النفط والغاز، وأبرزها مقاطعة نورث سلوب بورو في ألاسكا حيث أُنتج النفط لأول مرة في عام 1968 من خليج برودو. رغم ذلك، تم التنقيب في نصف الأحواض فقط، مثل بحر بيوفورت وغرب بحر بارنتس.
قدّر المسح الجيولوجي الأمريكي في عام 2008 امتلاك مناطق الشمال من الدائرة القطبية الشمالية 90 مليار برميل من النفط غير المكتشف، والقابل للاستخراج من الناحية الفنية (و44 مليار برميل من الغاز الطبيعي المسال) في 25 منطقة محددة جيولوجيا يُعتقد أنها قادرة على إنتاج النفط. يمثل هذا 13% من النفط غير المكتشف في العالم. يشير العدد الإجمالي المقدر إلى وجود أكثر من نصف موارد النفط غير المكتشفة في ثلاث مقاطعات جيولوجية فقط: ألاسكا القطبية الشمالية، وحوض أميراسيا، وأحواض شرق غرينلاند المتصدعة.
يُقدّر أن أكثر من 70% من متوسط الموارد النفطية غير المكتشفة موجودة في خمس مقاطعات: ألاسكا القطبية الشمالية، وحوض أميراسيا، وأحواض شرق غرينلاند المتصدعة، وأحواض شرق بارنتس، وغرب غرينلاند–شرق كندا. يُقدر أيضًا أن نسبة 84% تقريبًا من النفط والغاز غير المكتشفين موجودة في عرض البحر. لم تنظر لجنة المسح الجيولوجي الأمريكية إلى العوامل الاقتصادية مثل آثار الجليد البحري الدائم أو عمق المياه المحيطية في تقييمها لموارد النفط والغاز غير المكتشفة. يُعد هذا التقييم أدنى من الدراسة التي أُجريت في عام 2000، والتي شملت الأراضي الواقعة في جنوب الدائرة القطبية الشمالية.
أجرت شركة وود ماكنزي دراسة حديثة حول الإمكانيات في القطب الشمالي، وأشارت إلى أن الاحتياطيات المتبقية ستكون 75% من الغاز الطبيعي و25% من النفط. ركزت الدراسة على أربعة أحواض يُحتمل أن تكون محور صناعة النفط في السنوات المقبلة: حوض كرونبرينس المسيحي، الذي يحتوي احتياطيات ضخمة على الأرجح، وحوض جنوب غرب غرينلاند، لقربه من الأسواق، وحوضَي بحر لابتيف وخليج بافن الأكثر ميلًا للنفط.

## كندا
حفرت شركات مثل شركة باناركتيك أويلز، وشركة بترو كندا، وشركة دوم بتروليوم، بشكل مكثف في القطب الشمالي الكندي خلال سبعينيات القرن العشرين وثمانينياته. بعد حفر 176 بئرًا بتكلفة تقدر بمليارات الدولارات، عُثر على 1.9 بليون برميل من النفط (300 × 106 متر مكعب) و19.8 تريليون قدم مكعب (560 × 109 متر مكعب) من الغاز الطبيعي تقريبًا. لم تكفي هذه الاكتشافات لتبرير التنمية، فهُجرت جميع الآبار المحفورة وسُدّت.
تبين أن الحفر في القطب الشمالي الكندي مكلف وخطير، وأن جيولوجيا القطب الشمالي الكندي أكثر تعقيدًا من المناطق المنتجة للنفط مثل خليج المكسيك. واكتُشف أنها ميّالة للغاز لا للنفط (إذ تحول معظم النفط إلى غاز طبيعي بفعل العمليات الجيولوجية)، وأن النشاط التكتوني سبّب تكسر معظم الخزانات، ما سمح بتسرب معظم النفط الذي ربما كان بداخلها في وقت ما.

## روسيا
في يونيو عام 2007، عادت مجموعة من الجيولوجيين الروس من رحلة استمرت ستة أسابيع على متن كاسحة الجليد بالطاقة النووية 50 ليت بوبيدي، وسُميت البعثة آركتيكا 2007. سافروا في الرحلة إلى سلسلة لومونوسوف، وهي جرف تحت الماء يمتد بين روسيا النائية، والمحيط المتجمد الشمالي الشرقي، وجزيرة إليسمير في كندا حيث تقع السلسلة على عمق 400 متر تحت سطح المحيط.
ذكرت وسائل الإعلام الروسية أن الجيولوجيين عادوا «بخبر مثير» مفاده أن سلسلة جبال لومونوسوف ترتبط بأراضي روسيا الاتحادية، ما عزز الادعاء الروسي حول المثلث الغني بالنفط والغاز. قال العلماء إن المنطقة تحتوي على 10 مليارات طن من رواسب الغاز والنفط.